# Aliens vs. Predator
Aliens vs. Predator je sci-fi počítačová hra typu FPS. Hru, stejně jako stejnojmenného předchůdce z roku 1999 (Aliens versus Predator) vyvinula společnost Rebellion Developments a vydala Sega v únoru 2010 pro počítače s Microsoft Windows a herní konzole Xbox 360 a PlayStation 3. Hra je založena na spojení Vetřelce a Predátora, jakožto dvou fiktivních mimozemských monster.

## Provedení
Jde o typického představitele first-person shooter akční hry. Hráč má tedy po celou dobu pohled očima postavy za kterou hraje. Jako předchozí hry Alien vs. Predator je i zde na výběr celkem ze 3 kampaní za jednotlivé postavy. Každá se odlišuje svými dovednostmi a samozřejmě arzenálem zbraní a výbavy.

### Člověk
Mariňáci se zakrádají v útrobách stanic kde na ně z temnoty skáčou facehuggeři, zažívají záplavy ve tmě se míhajících vetřelců a venku si na ně počkají nebezpeční, silní a neviditelní predátoři. Arzenál na jejich likvidaci je náležitě nebezpečný a nabízí přesně to, co budete potřebovat – hrubou sílu a velkou kadenci. Pistole VP78, brokovnice ZX-76, útočná pulzní puška M41A/2 a odstřelovací puška M42C s nočním viděním jsou základní výzbrojí. Plamenomet M260B a automaticky naváděný kulomet M59 jsou speciálem navíc. K dispozici je také hromada ručního vybavení. Baterka, světlice, terminálový počítač pro hacking, ruční svářečka, detektor pohybu, automatická střílna se stojanem nebo granáty M40. A jak se na správnou mariňáckou jednotku patří, vaši parťáci budou vždy po ruce, provázejí vás a pomáhají vám.

### Vetřelec
Za vetřelce utíkáš ze zajetí, abys pomohl ochránit svou matku (královnu). Soustředíš se na šachty, rychlé útoky a mizení ve tmě. Nemůžeš se spoléhat na žádné zbraně, jen na své vysouvací čelisti, drápy a ocas. Budeš lovit vojáky a vědce, jednoho po druhém, ukousávat jim hlavy, nebo bezbranným pracovníkům přilepovat na tvář facehuggery. Protože vetřelec vidí protivníky přes stěny, jejich lokalizace a likvidace bude jednoduchá. Speciální schopnost vetřelce je šplhání po zdech a stropech.

### Predátor
V kampani za predátora přebíráte mladého učedníka, který právě složil zkoušku dospělosti a vydává se na lov trofejí. Není vhodnější příležitosti k ukázce své síly. K dispozici budou exotické zbraně – od bodců na zápěstí přes plazmomet, pohybové miny až po bojový disk a kopí. Nebo řada futuristického vybavení, např. náramkový počítač, zařízení na neviditelnost, maska s dvěma režimy vidění (infračervené a alien) s přibližovacím módem (zoom) ve třech úrovních nebo MediComb v podobě léčivého krystalu. Budete se plížit za nepřáteli, brutálně jim vytrhávat páteře, hlavy a trhat je na kusy. Cílem hry nebude pouze likvidace všeho živého, ale také objevování starobylých chrámů, historie predátorů a vašeho poslání. A díky skokům se nabízí nový pohled na bojiště.

## Příběh
Na planetě BG-386 bylo v rafinérní kolonii „Freya's Prospect“ nalezeno něco neuvěřitelného. Ruiny jakéhosi prastarého chrámu, nelidského původu, na střeše bojová aréna a v podzemí panoramatická pyramida. Vůdce korporace Weyland-Yutani (která provozuje kolonii) Karl Bishop Weyland , jenž touží po zkoumání a ovládnutí nebezpečných tajemství, na planetu přiletí aby ji otevřel a zmocnil se ultimátního obsahu, který ukrývá, bez ohledu na to jakou hrůzu mohou jeho činy přivést. Na opačné straně galaxie totiž otevření pradávné stavby zalarmuje rasu obávaných bojovníků, kteří vyšlou skupinu lovců aby za každou cenu zajistili nedotknutelnost tajemství pyramidy. Zatím se však v útrobách pyramidy probudil z tisíciletého spánku nejkrvelačnější druh bytosti ve vesmíru. Lidé od USCM do boje vysílají bitevní loď USS Marlow, převážející mariňáky. Začíná epická bitva o přežití, při které se ukáže kdo z tohoto krvavého trojúhelníku je nejmocnější bytostí v galaxii.

## Děj
Všechny 3 příběhy začínají scénou jak Weyland a jeho vědci otevírají pyramidu. Z jejího vnitra vypálí intenzivní světelný paprsek přímo do vesmíru, což odstartuje podzemní magmatickou elektrárnu pro pohon pyramidy.

### Vetřelec
Vetřelčí královna se probudí působením tepla a začne s kladením vajec. Společnost ji umístí do „Kóje 1“ (největší laboratoře v kolonii) a začne se svým experimentem – sbírá a konzervuje vejce. O několik týdnů později jsou na planetu přivezeny oběti experimentu – uvěznění pracovníci jsou oplodněni facehugerry a zplodí první chestburstery, kteří jsou spoutáni a chovaní v klecích. Královna ale začne pronikavě křičet. Vetřelec s vypálenou značkou '6' je testován ve své dravosti hlavním vědcem Dr.Grovesem a jako první uslyší její volání, unikne při výpadku energie (který byl způsoben, když Weyland otevřel pyramidu), vysvobodí z laboratoří další vetřelce a uniká z budovy, přičemž likviduje vědce, ochranku, androidy a nakonec výsadkovými loděmi přiletí i mariňáci (včetně hlavní lidské postavy). Vetřelec se musí skrze kanalizaci dostat ke královně, kterou na konec uvolní. Ta si zřídí vlastní hnízdo u plynových článků v rafinerii a zavládne prudká vetřelčí expanze. Vetřelec pak jen musí likvidovat různé protivníky, prolézat šachtami a pomocí facehuggerrů množit armádu svého druhu. Následně mu královna zadá úkol aby zničil energetické články a vyhodil tak proud aby ji lidé nenašli. Omylem se dostane do bojové predátoří arény, kde se utká se 3 Predátory (Slow, Blind a nakonec mocný Wolf). Po jejich poražení je v hnízdě mariňáky upálena královna, což vetřelec ucítí. V bolestech jej najdou androidi Dr. Grovese, kteří jej na doktorův rozkaz dopraví na loď. Vetřelec vyvraždí její posádku, stáhne se do útrob lodi, kde se ukáže, že byl celou tu dobu samička a poté se přímo před zakokonovaným Grovesem transformuje na novou Královnu.

### Člověk
Mariňákům je doručena zpráva o zamoření kolonie na BG-386. USCM pošle do oblasti loď USS Marlow, s posádkou zhruba 236 mariňáků (počítáni všichni mariňáci, co se objevili v celé hře). Když přiletí, vidí z modulu jak Predátoři sestřelují jejich loď, a přeživší mariňáci tak uvíznou na planetě. Po přistání je hlavní postava „Bažant“ trochu otřesený. Bažant se probudí sám na lůžku v laboratořích, protože jeho jednotka byla v tmavých útrobách rafinerie napadena vetřelci a musela se rychle přesunout bez něj. Je navigován přes vysílačku svojí parťačkou „Tequillou“, putuje komplexem a na její pokyny nahodí proud až nakonec najde i ji samotnou. U dalšího útoku v rafinerii, je od ní a ostatních vojáků opět odříznut a díky dalším pokynům se dostává do klubu. Část týmu najde staženou z kůže a zavěšenou nad striptýzovým hologramem a poté musí utéct před smečkou vetřelců. Venku v džungli najde zbytek týmu, rovněž pověšený na stromech. Posléze dá signál zbytku vojáků, kteří pro něj doletí v modulu, ale jsou sestřeleni predátorem (Blind). Na konec se střetává se svými druhy, kteří se opevnili v rujnách chrámu. Při dalším útoku vetřelců je tým rozprášen, vetřelci unesou seržanta Van Zandta i Tequillu a zbytek týmu je napaden predátorem (Dark), který Bažanta sleduje až do arény, kde vypukne boj. Bažant se při jejich hledání v pracovní „kóji 1“ utká s Pretoriánem. Na konec v hnízdě z milosti zabije oplodněného Van Zandta. Poté se dostane ke královně, kterou musí pomocí palivových článků upálit a její vejce zničit. Potom v hnízdech pod chrámem vysvobodí Tequillu z kokonu, bohužel je už také nakažená parazitem. Pomoci se mu dostane od androidské zaměstnankyně Weyland-Yutani, Katjě. Ta mu nabídne, že mu pomůže a nařídí aby dal na čas Tequillu do stáze. Jediný způsob jak se dostat z planety je získat Weylandův informační disk a s jeho pomocí přivolat jeho záchranný modul. Uvnitř pyramidy se utká s dvojicí pretoriánů a pak bohužel spadne do Weylandovy pasti. Díky otřesům se vysvobodí a zlikviduje androidy. Postřelí Weylanda do hlavy a zjistí že je android. Shodí jej do lávového jezera a získá jeho informační disk. Odletí s Katjou a Tequillou v přivolaném modulu. Na palubě lodi opodál je ale další Weyland, kterému jsou zaslána data onoho disku, na kterém jsou totiž souřadnice k domovské planetě vetřelců, kam právě odlétají.

### Predátor
Predátor nejprve musí složit zkoušku lovců bojem s vetřelci a výcvikem v střelbě plazmometem v jámě v starých zříceninách. Predátoři dostanou signál z BG-386, od 3 mrtvých predátorů (bossové z děje vetřelčí a mariňácké kampaně). Na konci vetřelčí kampaně se z poraženého Wolfa v aréně vylíhnul Predalien. Predátoři přiletí k planetě, sestřelí lidskou loď USS Marlow a pošlou hráče spolu z dalšími dvěma lovci zničit jimy nazvanou „obludnost“. Predátor postupuje prostorem a v džungli najde první mrtvé predátoří mládě. Následně na vojenské základně musí získat hlavu důstojníka ostrahy s jejíž pomocí se dostane do močálů, které jsou ostře hlídány. Poté se probojuje do rafinerie, kde zahlédne Predaliena, který pak unikne. Na vrcholu rafinerie se dostává do hnízda vetřelců, plného vajec, kde nalezne druhé mrtvé mládě a také upálenou královnu. Poté se dostane do chrámu, kde najde prastarou „Masku prapředka“. Dojde do bojové arény a musí složit bojovou zkoušku zabitím Pretoriána, za což dostane „kopí prvních lovců“. Za bránou chrámu vidí jak androidi popravují všechny vědce. Po jejich likvidaci vnikne do kóje 1 (kde jej málem zajme Weyland), pak do stanice „Jednokolejky“ a dolů do laboratoří, kde neustále nalézá další androidy a vetřelce až se dostane k ukradenému náloketníku, který obsahuje polohu domovské planety vetřelců. Poté sjede dolů do pyramidy, kde je hrob prapředka. Vrátí naáloketník na jeho místo (na hrobu byl k náloketníku připojen Weylandův datadisk, což vysvětluje jak se do něj dostali ony souřadnice) a nastaví sebedestrukci. Při odchodu jej napadne predalien a oba spadnou do lávového jezera. Jeho posledním úkolem je zničit „obludnost“ dřív než shodí podpěry pyramidy, při boji má výhodu dvou plazmových elektráren, které mu svým energopolem dobíjejí energii. Nakonec predaliena zabije a s jeho tělem, jako trofejí opustí zbořenou pyramidu. Je vyzvednut ostatními predátory a za hrdinské činy získá titul Pána. Z dalšími predátory se pak vydávají na další lov.

## Kritiky
Ve světě se hra dočkala celkově lehčího nadprůměru, což dokazuje cca 65 % na serveru GameRankings.com. Tuzemská obdoba, server hodnoceniher.cz uvádí, že odborné plátky hru ocenily na cca 73 % a čtenáři pak přes 86 %. Zajímavostí pak je, že i přes proti očekávání nízké hodnocení odborných časopisů a serverů se Aliens vs. Predator stala nejprodávanější hrou ve Velké Británii, kde překonala dosud vedoucí hru BioShock 2.